# Europastraße 381
Die Europastraße 381 (kurz: E 381) war eine Europastraße in Russland und der Ukraine.

## Verlauf
Die Europastraße 381 begann in Orjol (Russland), führte über Hluchiw (Ukraine) und endete in Kiew (Ukraine).
Die Straße wurde aus dem ECE-Katalog gelöscht.